# Царькова, Татьяна Сергеевна
Татья́на Серге́евна Царько́ва (род. 22 ноября 1947, Ленинград) — российский литературовед, архивист, некрополист, поэт. Доктор филологических наук. Заведующая Рукописным отделом ИРЛИ РАН (Пушкинский Дом). Член Союза писателей России. Автор четырёх поэтических сборников и научной монографии «Русская стихотворная эпитафия XIX—XX веков» (1999).

## Биография
Т. С. Царькова — петербурженка в третьем поколении.
С 1962 по 1966 год занималась в литературном клубе «Дерзание» Ленинградского Дворца пионеров.
Окончила ленинградскую математическую школу № 30 и филологический факультет ЛГУ, затем три года работала в Мемориальном музее-квартире Н. А. Некрасова.
С 1974 года — сотрудник Института русской литературы (Пушкинского Дома) Академии наук СССР.
В 1979 году защитила кандидатскую диссертацию «Становление поэтики Н. А. Некрасова: стихотворные произведения 1840—1845 гг.», а в 1999-м — докторскую («Русская стихотворная эпитафия XIX—XX веков: источники, эволюция, поэтика»).
С 1987 года руководит Рукописным отделом Пушкинского Дома с входящим в него архивом.
В начале 1990-х годов преподавала в клубе «Дерзание».
Автор около двухсот пятидесяти научных работ и четырёх поэтических книг:
- «Филологический переулок» (Л., 1991),
- «Город простолюдинов» (СПб., 1993),
- «Земле живых» (СПб., 2000),
- «Лунная радуга» (СПб., 2010).

Стихи также публиковались в российских и зарубежных альманахах и периодике.
Участвовала в Пятнадцатых Петербургских генеалогических чтениях «Генеалогия и некрополистика» (17—18 июня 2011; Конференц-зал Нового здания РНБ (Московский пр., 165/2)) с докладом «Надгробные эпитафии» и во множестве[уточнить] международных конференций.

## Основные работы
- Царькова Т. С. Русская стихотворная эпитафия XIX-XX веков: Источники. Эволюция. Поэтика. — СПб.: Русско-Балтийский информационный центр «БЛИЦ», 1999. — 200 с. — 1000 экз. — ISBN 5-86789-082-1.
- Царькова Т. С. Лунная радуга: Сборник стихов. — СПб.: Вита Нова, 2010. — 80 с. — ISBN 978-5-93898-308-3.[2]

Публикации источников
- Кронштадтский некрополь: (Из архива Б. Л. Модзалевского) / Подгот. текста и вступ. статья Т. С. Царьковой; Ин-т рус. лит. (Пушкинский дом). Рукоп. отд.. — СПб.: РБИЦ «БЛИЦ», 1998. — 40 с. — (Программа «Российские архивы»). — ISBN 5-86789-063-5.
- Рыбинский некрополь: (По картотеке Н. К. Эссена из архива Б. Л. Модзалевского) / Подгот. текста и вступ. ст. Т. С. Царьковой; Ин-т рус. лит. (Пушкинский дом). Рукоп. отд.. — СПб.: РБИЦ «БЛИЦ», 1998. — 80 с. — (Программа «Российские архивы»). — ISBN 5-86789-063-6.
- Русская стихотворная эпитафия: Антология / Вступит. ст., сост., подгот. текста и примеч. С. И. Николаева, Т. С. Царьковой. — СПб.: Академический Проект, 1998. — 720 с. — (Новая библиотека поэта). — 2000 экз. — ISBN 5-7331-0122-9.

Статьи
- Царькова Т. С., Николаев С. И. Эпитафии петербургского некрополя // Исторические кладбища Петербурга / Сост. А. В. Кобак, Ю. М. Пирютко. — СПб.: Изд-во Чернышева, 1993. — 640 с. — 10 000 экз. — ISBN 5-85555-011-7.
- Царькова Т. С. «…Нить блестящая тонка» // Скалдин А. Д. Стихи. Проза. Статьи. Материалы к биографии. — СПб.: Изд-во Ивана Лимбаха, 2004. — ISBN 5-89059-047-2. (Биографический очерк о А. Д. Скалдине).